# كوثر الباردي
كوثر الباردي، ممثلة تونسية لها عدة مشاركات في عديد من المسلسلات والمسرحيات أبرزها مسلسل نسيبتي العزيزة.
 من مواليد 5 ماي 1969.

## أعمالها

### التلفزيون

#### المسلسلاتالتونسية
- 1992 : ليّام (الأيام) كيف الريح من إخراج صلاح الدين الصيد بدور فاطمة.
- 1993 : العاصفة من إخراج عبد القادر الجربي بدور عزيزة.
- 1995 : فج الرمل من إخراج محمد الغضبان ونص حسين المحنوش.
- 1995 : دعبل أخو دهبل من إخراج نور الدين شوشان وحسن الغضبان ونص علي محسن العرفاوي بدور نفيسة زوجة دهبل.
- 1995 : حنظلة أبو ريحانة من إخراج فواز عبدلكي ومروان بركات ونص علي محسن العرفاوي.
- 1997 : المتحدي من إخراج المنصف الكاتب بدور نجاة.
- 1997 : بنت الخزاف من إخراج الحبيب المسلماني وعبد اللطيف الباهي بدور عاتكة.
- 1998 : عشقة وحكايات من إخراج صلاح الدين الصيد ومحمد المنجي بن طارة ونص علي اللواتي.
- 1999 : عنبر الليل من إخراج الحبيب المسلماني بدور عائشة.
- 2001 : ضفائر من إخراج الحبيب المسلماني.
- 2002 : فرحة العمر من إخراج عز الدين قنون بدور فرح.
- 2003 : عند عزيز من إخراج صلاح الدين الصيد بدور بهيجة.
- 2004 : لوتيل من إخراج صلاح الدين الصيد بدور جميلة شهرت جيجي.
- 2007 : في كل يوم حكاية.
- 2008-2009 : مكتوب (الموسمين الاول والثاني) من إخراج سامي الفهري بدور شلبية شهرت شوبي.
- 2010-2018 : نسيبتي العزيزة بجميع اجزائه من إخراج صلاح الدين الصيد بدور حياة الباهي.
- 2012 : دار الوزير من إخراج صلاح الدين الصيد بدور حليمة.
- 2020 : الحجر الصحي من إخراج ممدوح بن عبد الغفار ويوسف حمامي ونص بلال الميساوي بدور نورا.
- 2021 : كان ياماكانش (الموسم 1) من إخراج عبد الحميد بوشناق بدور بيضاء الثلج.
- 2022 : براءة من إخراج مراد بن الشيخ وسامي الفهري بدور منيرة.

#### مسلسلاتجزائرية
- 2008-2009 : جمعي فاميلي من إخراج جعفر القاسمي بدور سكينة.
- 2015 و2017 و2021 : السلطان عاشور 10 (المواسم 1 و2 و3) من إخراج جعفر القاسمي بدور النورية.

### السينما

#### الأفلام الطويلة
- 1991 : شيشخان من إخراج محمود بن محمود والفاضل الجعايبي.
- 1997 : تونسيات من إخراج النوري بوزيد بدور مريم.
- 2004 : باب العرش من إخراج مختار العجيمي.
- 2006 : خشخاش من إخراج سلمى بكار بدور سعيدة.

#### الأفلام القصيرة
- 1998 : الوليمة من إخراج محمد دمق.

#### الأفلام التلفزية
- 2007 : قوي من إخراج الحبيب المسلماني.

#### البرامج التلفزية
- 2009-2010 : سفيان شو على قناة تونس 7 : أحد الحكام.
- 2010-2012 : ممنوع على الرجال على قناة نسمة : منشطة فقرة عايلة.
- 2013 : صغير صغرون على قناة نسمة : مقدمة البرنامج.
- 2014 : كوزينتنا هكا على قناة نسمة : مقدمة البرنامج.
- 2016 : ماترنا شو (الموسم 2) على قناة تونسنا : مقدمة البرنامج.

#### الإعلانات
- 2007 : ومضة إشهارية لماركة الزبدة جديدة.
- 2018 : ومضة إشهارية لمجموعة مغازات عزيزة.

### الراديو
- 2014 : جوك 9-12 على راديو إبتسامة أف أم : منشطة البرنامج

### المسرح
شاركت كوثر الباردي كممثلة كوميدية في المسرح. شاركت في عديد المسرحيات ومنها نذكر :
- 2004 :
  - دار الهناء، نص جلال الدين السعدي والإخراج المسرحي لإكرام عزوز بدور سعيدة.
  - آه آه، يا محبوبة من إخراج عبد العزيز المحرزي.
- 2009 :
  - شوية من الدنيا من إخراج جلال الدين السعدي ويسرى القصباوي.
  - حيرة وتشيتين، نص وإخراج زهير الرايس.
- 2011 :
  - الليل زاهي، قام بإقتباسها وإخراجها للمسرح فرحات الجديد.
  - موزاييك، نص وإخراج زهير الرايس.
- 2013 : أحوال، نص وإخراج محمد كوكة.
- 2014 : 24 ساعة إنذار، قام بكتابتها جلال الدين السعدي وأخرجها للمسرح المنجي بن حفصية.
- 2015 : ظلموني حبايبي وقام بإخراجها للمسرح عبد العزيز المحرزي.
- عبقرية العاطفة، قام بكتابتها الطاهر الفازع وأخرجها للمسرح إكرام عزوز.
- على واحدة ونص لكوثر الباردي وجلال الدين السعدي من إخراج زهير الرايس.
- 2016 : كوشمار وقام بإخراجها للمسرح زهير الرايس.
- 2017 : ماما ميا وقام بإخراجها للمسرح شكيب الغانمي.
- 2018 : الطيب ككح وقام بكتابتها محسن بن نفيسة وأخرجها للمسرح عبد العزيز المحرزي.
- 2024 : للاهم، مع ريم الزريبي

## روابط خارجية
- كوثر الباردي على موقع IMDb (الإنجليزية)
- كوثر الباردي على موقع قاعدة بيانات الأفلام العربية
- كوثر الباردي على موقع أول موفي (الإنجليزية)
- كوثر الباردي على موقع قاعدة بيانات الفيلم (الإنجليزية)
- كوثر الباردي على موقع كينوبويسك (الروسية)